# Santa Maria de Finibus Terrae

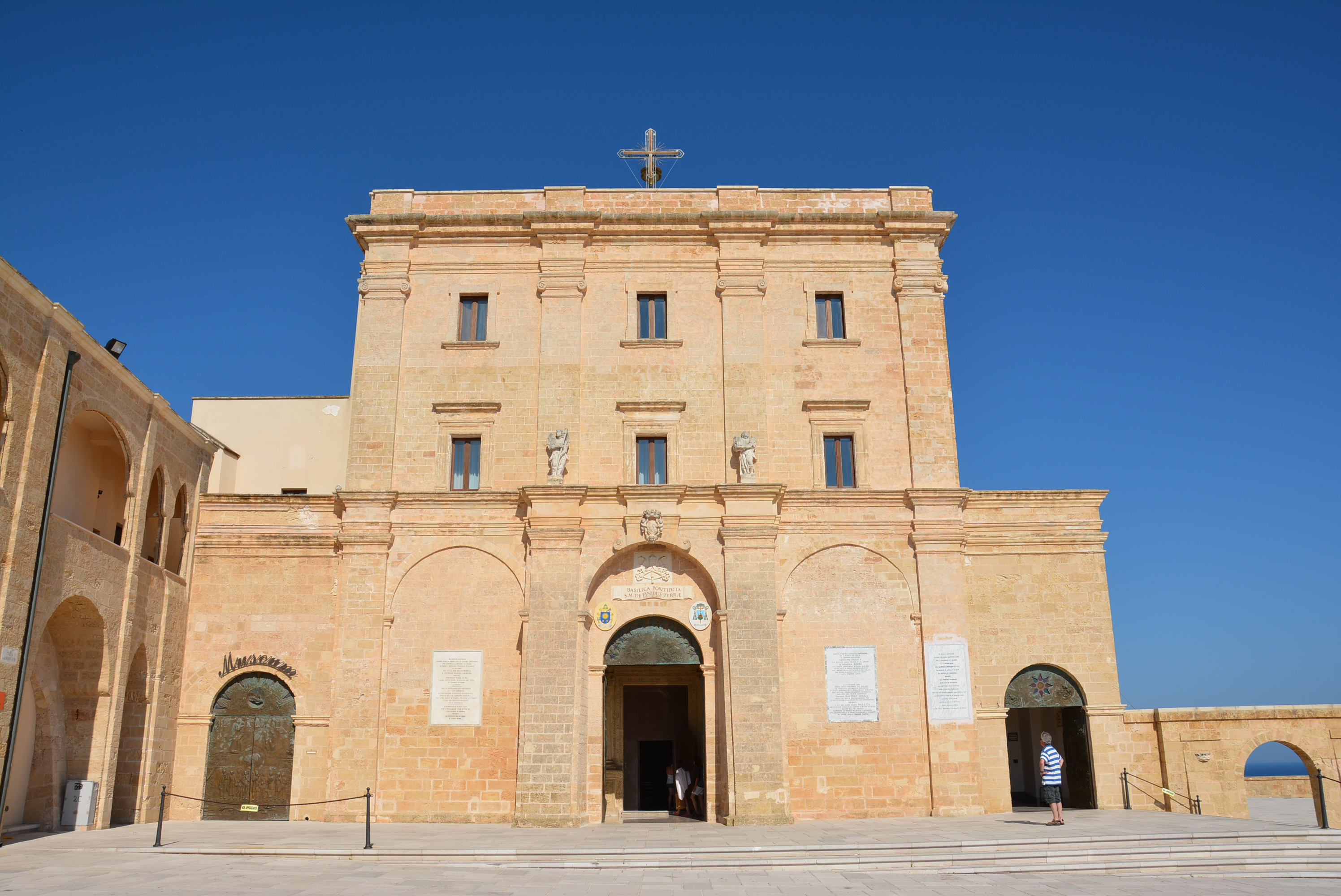
Basilika Santa Maria de Finibus Terra

Die Basilika Santa Maria de Finibus Terrae ist eine römisch-katholische Wallfahrtskirche im Ortsteil Santa Maria di Leuca von Castrignano del Capo, ihr Name bezieht sich auf die südöstliche Spitze der italienischen Halbinsel. Die Wallfahrtskirche des Bistums Ugento-Santa Maria di Leuca trägt den Titel einer Basilica minor. Die Marienkirche wurde auf den alten Grundmauern im 18. Jahrhundert im Stil des Barock errichtet.

## Geschichte
Auf der Landzunge, auf der die heutige Kirche Santa Maria de Finibus Terrae steht, befand sich ursprünglich ein heidnischer Tempel, der der Minerva geweiht war, wie die Entdeckung eines im Inneren der Kirche erhaltenen Altars beweist, auf dem geschrieben stand:

„Ubi olim Minervae sacrificia offerebantur hodie oblationes Deiparae recipiuntur.“

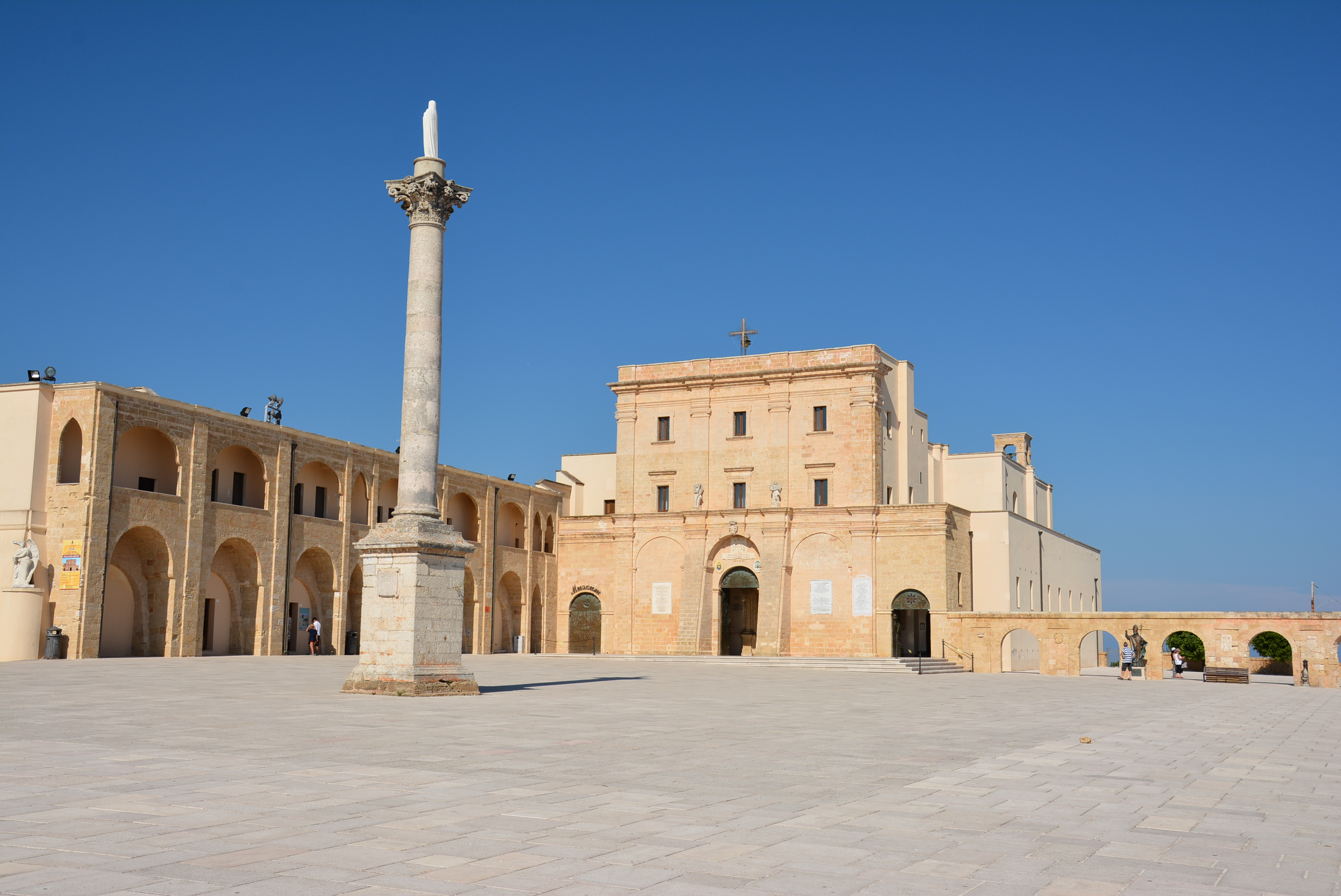
Der Vorplatz

Die Überlieferung berichtet dann von der Landung des Apostels Petrus in der Gegend, zu dessen Erinnerung das Pietrinenkreuz noch heute auf dem Platz davor steht, und von der Bekehrung der örtlichen Bevölkerung zum Christentum, die zur Änderung der Verehrung des Tempels führte, der dann dem heiligen Erlöser geweiht wurde: Dieser wurde im Jahr 59 zum Bischofssitz. Nach den Edikten von Diokletian und Galerius wurde die Kirche vollständig dem Erdboden gleichgemacht, wobei auch das Gemälde der Jungfrau verloren ging. Einige Jahre später, am 1. August 343, weihte Papst Julius I. jedoch eine neue Kirche, die der heiligen Maria vom Engel gewidmet wurde, wie auf einer Gedenktafel vermerkt ist:

„Julius hic primus celebrans, emmissa de coelo Indulta accepit. Kalendas, CCCXLIII dum Consecravit hoc templum.“

Die Verehrung der Jungfrau Maria nahm zu, als in der Nacht des 13. April 365 ein heftiger Sturm über die Gegend zog: Fischer, die um ihre Boote besorgt waren, baten die Gottesmutter um Hilfe, die auf ihre Fürsprache hin das Unglück stoppte. In den folgenden Jahrhunderten wurde die Kirche aufgrund ihrer exponierten Lage mehrmals von den Sarazenen und den Türken zerstört oder geplündert, aber immer an der gleichen Stelle und entlang der ursprünglichen Umfassungsmauern wiederaufgebaut: Verschiedene unglückliche Ereignisse werden auf die Jahre 1507, 1537, 1550, 1624, als ein Teil des Gemäldes der Jungfrau auf wundersame Weise vor den Flammen gerettet wurde, und 1720 datiert; nach dem letztgenannten Einfall beschloss Bischof Giovanni Giannelli, die Kirche mit einer Architektur wieder aufzubauen, die einer zweistöckigen Festung ähnelte und von weitem wie eine Art Privathaus aussehen sollte: Sie wurde 1755 fertiggestellt und geweiht. Während des Besuchs von Johannes Paul II. im Jahr 1990 wurde sie zu einer Basilica minor erhoben, während ein weiterer päpstlicher Besuch im Jahr 2008 durch Benedikt XVI. stattfand.

## Beschreibung

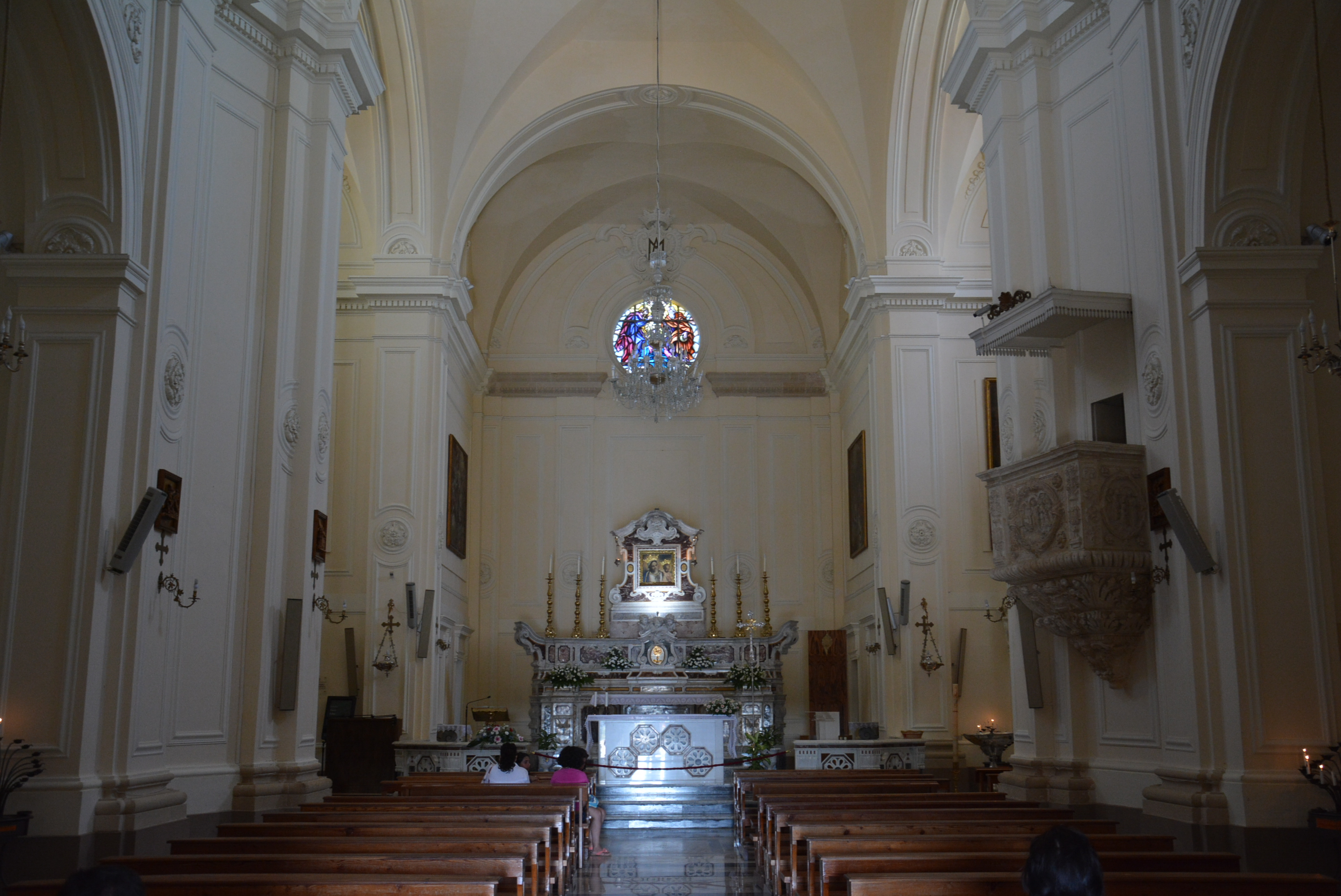
Innenraum

Auf dem Platz vor der Kirche befinden sich das Pietrina-Kreuz, die Mariensäule aus dem Jahr 1694, die von einer Madonnenstatue von Filiberto Aierbo de Aragon überragt wird, und der Leuchtturm. Die Fassade der Kirche ist durch ein Gebälk in zwei Teile gegliedert; der untere Bereich, der mit Inschriften und Wappen verziert ist, wird durch vier Pilaster in fünf Abschnitte unterteilt, von denen zwei, die mittleren, mit zwei Statuen abschließen: Das Eingangsportal öffnet sich im mittleren Teil, während sich zwei weitere, kleinere, an den beiden seitlichen Enden befinden. Die von der Gießerei Mapelli gegossenen und von dem Bildhauer Armando Marrocco entworfenen Bronzeportale wurden im Jahr 2000 zur Erinnerung an das Jubiläumsjahr angebracht: Das mittlere ist der Madonna Ianua Coeli gewidmet und weist in der Mitte eine Ausbuchtung auf, die die jungfräuliche und spirituelle Mutterschaft der Madonna symbolisiert, das rechte ist dem Exodus gewidmet und das linke der Maria Stella Maris mit der Darstellung des Wunders von 365 errichtet. Der obere Teil der Fassade, der schmaler ist als der untere, besteht aus zwei Etagen mit vier Pilastern und vier Fenstern auf jeder Etage sowie einem Eisenkreuz an der Spitze.
Im Narthex befinden sich der Altar des antiken heidnischen Tempels und eine Steinskulptur aus Lecce, die einen Engel darstellt, der mit ausgestreckten Armen die Pilger willkommen heißt und in seinen Händen zwei Tafeln mit der Inschrift:

„HINC HUMILIBUS VENIAM REPROBIS VERO RUINAM“

Nach dem Portal, das auf eines der Vorgängergebäude aus dem 16. Jahrhundert zurückgeht, betritt man die Kirche: Sie ist einschiffig, mit einer Chorempore und einer Orgel aus dem Jahr 1885 im hinteren Teil. Auf beiden Seiten stehen je zwei Kapellen: Franz von Paola, ein Werk von Francesco Saverio Mercaldi, und des heiligen Joseph Benedikt von Lebre, ein Werk von Pietro De Simone, während die beiden Kapellen auf der rechten Seite Gemälde des heiligen Johannes von Nepomuk und des heiligen Petrus, ebenfalls von Pietro De Simone, sowie einen Ambo aus Marmor[9] aufweisen. An der Rückwand der Kirche erinnert rechts eine Gedenktafel an den Untergang des französischen Schiffes Léon Gambetta am 27. April 1915, während links eine weitere Inschrift an Monsignore Giannelli erinnert.
Auf der linken Seite des Querschiffs befindet sich eine Pappmaché-Darstellung der Verkündigung aus dem Jahr 1892 sowie der Eingang zur Sakristei, der von einer Leinwand mit der Darstellung des Martyriums des Evangelisten Johannes und einer Leinwand mit der Darstellung des heiligen Antonius von Padua, beide von Aniello Letizia, sowie einer Marmorbüste des Bischofs Giuseppe Ruotolo, unter der seine sterblichen Überreste aufbewahrt werden, überragt wird; auf der rechten Seite des Querschiffs ein Gemälde, das die Heilige Familie von De Simone darstellt, sowie ein weiteres Gemälde mit demselben Thema aus dem 18. Jahrhundert. Die rechte Seite des Querschiffs führt auch zur Kapelle des Allerheiligsten Sakraments: Sie wurde 1990 an der Stelle der alten Sakristei errichtet. Der Tabernakel befindet sich in einem schwarz-weißen Marmorstück, das so angeordnet ist, dass es ein Kreuz darstellt, das mit goldenen Strahlen und zwei Engeln verziert ist, letztere aus dem Jahr 2005, ein Werk von Ubaldo Ferretti. Die Kapelle wird vervollständigt durch das Gemälde der Madonna mit dem Kind, eine Kopie des Gemäldes, das sich vor dem Brand auf dem Hochaltar befunden haben muss und 1625 von Andrea Cunavi angefertigt wurde, und ein Kreuz aus Olivenholz, das aus Jerusalem stammt und auf dem der Handwerker Zaccaria Bros den Kreuzweg geschnitzt hat.

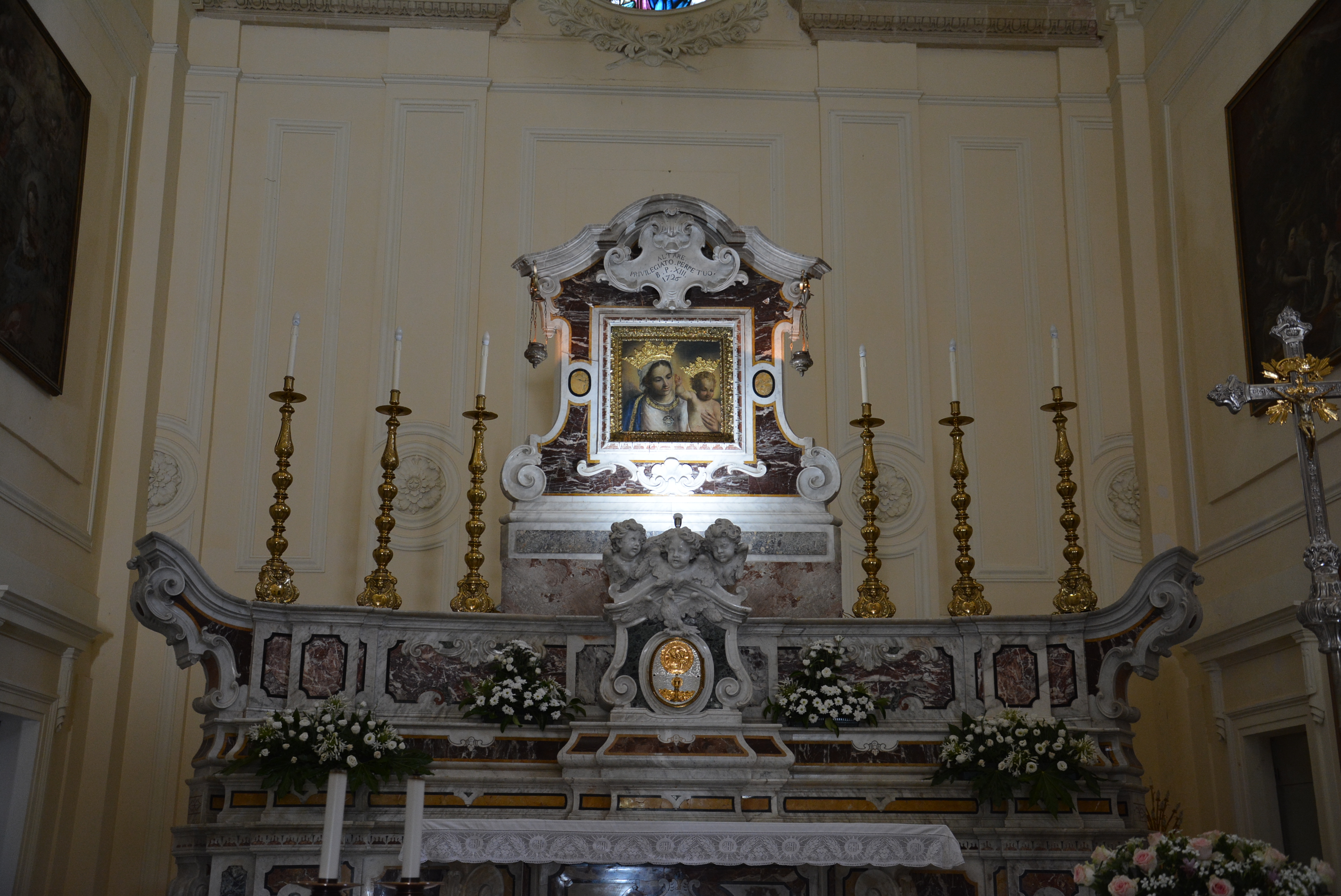
Hochaltar mit dem Gemälde von Maria de Finibus Terrae

Der Chor hat einen Hochaltar aus Marmor, auf dem sich das Gemälde der Madonna de finibus terrae befindet; das erste Gemälde soll ein Werk des Heiligen Lukas gewesen sein, entstanden während seines Aufenthalts auf Malta, aber verloren ging; ein zweites wurde später, 1507, auf Geheiß des Bischofs Giacomo Del Balzo von Jacopo Palma angefertigt, aber auch dieses wurde 1537 bei einem Überfall zerstört. Die dritte Leinwand wurde von dessen Großneffen Jacopo Palma dem Jüngeren angefertigt: bei einem Brand im Jahr 1624 wurde sie schwer beschädigt und die Flammen verschonten nur die Gesichter der Madonna und Jesu, und es ist dieser Teil, der später verehrt und auf dem Hochaltar aufbewahrt wurde; am 21. November 1722 verfügte der Vatikan die Krönung mit goldenen Kronen, die der Graf Alessandro Sforza Pallavicini im Jahr zuvor angeordnet hatte. Auf beiden Seiten des Chors befinden sich zwei Gemälde, eines mit der Beschneidung Jesu, das andere mit der Verkündigung, beides Werke von Aniello Letizia, während sich in der Mitte eine Rosette mit polychromem Glas befindet, die die Krönung Marias darstellt: Diese sowie die anderen Fenster in der Basilika, die Szenen aus dem Leben Marias wiedergeben, wurden 1993 fertiggestellt.

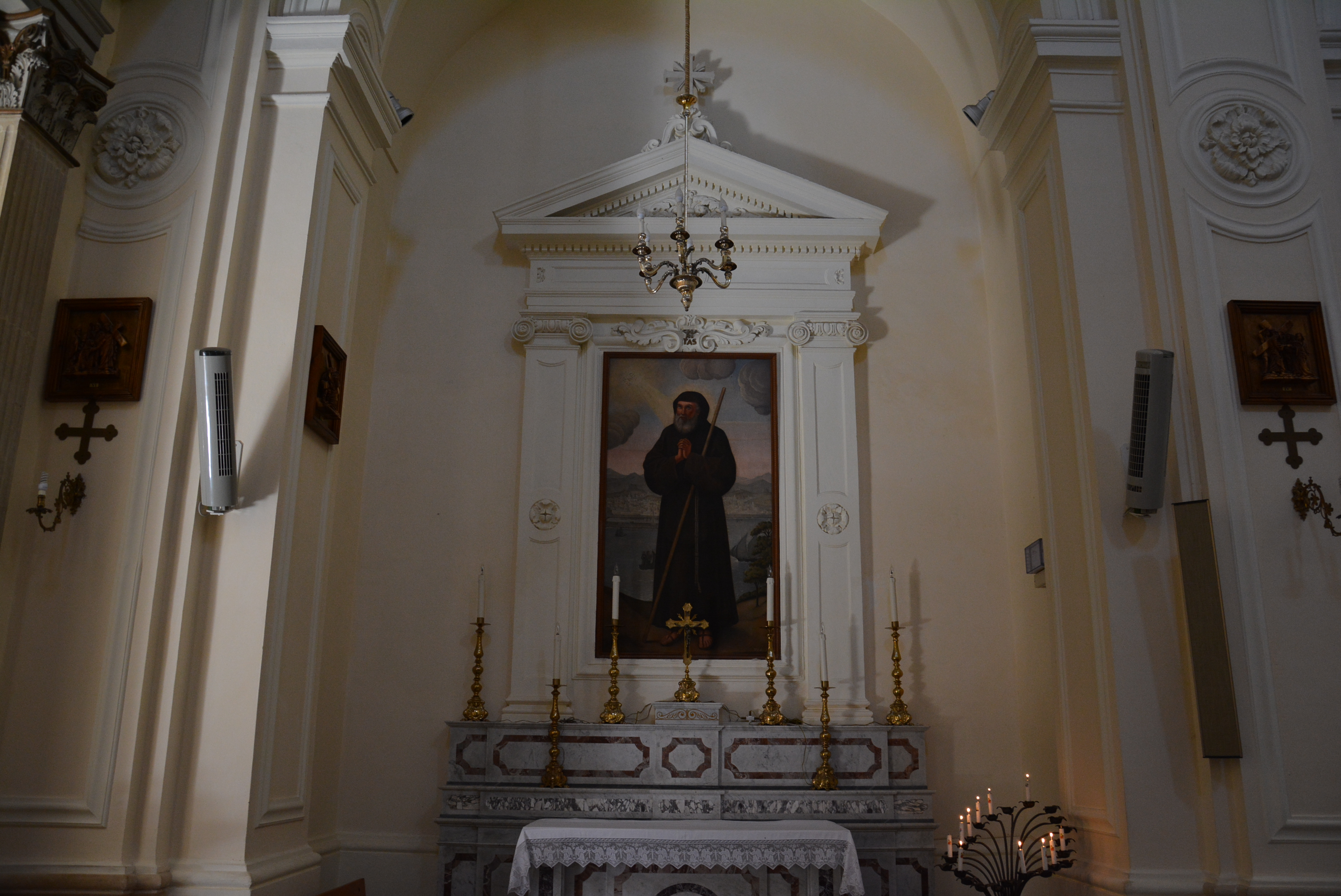
Die Kapelle mit dem Gemälde des Heiligen Franz von Paola

In dem an die Basilika angrenzenden Korridor wurde 1990 eine Kapelle errichtet, die durch ein von Giacinto Nuzzo geschmiedetes schmiedeeisernes Tor geschützt ist und die Madonnenstatue aus dem Jahr 1897 beherbergt, die mit Kronen geschmückt ist: Die Statue befindet sich wiederum in einer mit Blattgold verzierten Holznische, ein Werk von Ettore und Alessandro Mangia. Die Kapelle beherbergt außerdem ein Triptychon mit der Darstellung der Kreuzigung mit den Heiligen Petrus und Paulus von Francesco Saverio Mercaldi, eine hölzerne Krippe und kleine Ädikulä mit Szenen aus dem Kreuzweg, beide von Gebr. Zaccaria, einen Reliquienschrein mit den sterblichen Überresten des heiligen Alexander Sauli  und eine hölzerne Madonnenstatue, beide aus dem 18. Jahrhundert, kleine Elfenbeinobjekte, Pergamente und beglaubigte Reliquien. Ergänzt wird der Komplex durch ein Museum für zeitgenössische Kunst mit einer Kunstgalerie, in der rund einhundertfünfzig Gemälde von Künstlern ausgestellt sind, und einen Kreuzweg unter freiem Himmel, der nach einem Entwurf des Architekten Umberto Valletto in einem Pinienwald errichtet wurde und aus fünfzehn Bronzeskulpturengruppen mit insgesamt sechsundvierzig Figurenbesteht.